# Blåsut
Blåsut è una stazione della metropolitana di Stoccolma.
Situata geograficamente all'interno della circoscrizione di Enskede-Årsta-Vantör, la fermata è posizionata sul percorso della linea verde T18 della rete metroviaria locale tra le stazioni Skärmarbrink e Sandsborg.
Aprì ufficialmente il 1º ottobre 1950, stesso giorno in cui divenne operativo l'intero tratto fra Slussen e Hökarängen.
La fermata giace parallela al viale Blåsutvägen. Dispone di una biglietteria, mentre la piattaforma è localizzata in superficie. A breve distanza è presente il deposito metroviario Hammarbydepån. La stazione, progettata dall'architetto Peter Celsing, a partire dal 2008 ospita al suo interno contributi artistici dell'artista Ann Edholm.
L'utilizzo medio quotidiano durante un normale giorno feriale è pari a 2.600 persone circa.

## Tempi di percorrenza
| Linea | Capolinea     | Tempo  | Stazione                                                 | Tempo                          |
| T18   | Alvik         | 26 min | Skärmarbrink Gullmarsplan Slussen Gamla stan T-Centralen | 2 min 4 min 8 min 9 min 13 min |
| T18   | Farsta strand | 13 min | Skärmarbrink Gullmarsplan Slussen Gamla stan T-Centralen | 2 min 4 min 8 min 9 min 13 min |